# Brauttür
Die Brauttür, auch Brautpforte, seltener Leichentür, ist eine im Alten Land (zwischen Harburg und Stade), aber auch östlich der Elbe an älteren Bauernhäusern vorkommende Tür, die auf der Giebelseite vom Kammerfach aus ins Freie führte. Hinter ihr lag ein Raum (Koffergang, Truhenkammer), in dem die Mitgift der Braut und andere wertvolle Besitztümer aufbewahrt wurden. Die Brauttür war ursprünglich nur von innen zu öffnen, was ausschließlich zu folgenden besonderen Anlässen geschah: wenn die Braut mit der ihre Mitgift enthaltende Brautlade ins Haus geführt wurde, wenn ein Verstorbener hinausgetragen wurde und wenn bei Bränden die beweglichen Besitztümer schnell gerettet werden mussten. Die alltäglich benutzten Eingänge in den Wirtschafts- und Wohnbereich der niederdeutschen Hallenhäuser befinden sich dagegen zu beiden Traufseiten, sie waren bei Bränden wegen der brennend herabrutschenden Reets zu unsicher. Ursprünglich waren die Brauttüren zwar dekorativ ausgestaltet, aber überwiegend einflügelig; meist wurden sie bei Umbauten im Laufe des 19. Jahrhunderts breiter und repräsentativer erneuert und dienten dann Besuchern und Gästen als Zugang zum Wohnbereich.

## Links
- Brauttüren (Memento vom 15. Juli 2014 im Internet Archive)
- Über Hallenhäuser im Alten Land